# Elías (Colombie)
Pour les articles homonymes, voir Elias.
Elías est une municipalité située dans le département de Huila, en Colombie.